# Новікова Ольга Федорівна
Новікова Ольга Федорівна (18 січня 1983, с.Мирне, Ізмаїльський район) — українська боксерка, призерка чемпіонатів світу та Європи.

## Спортивна кар'єра
Ольга Новікова була неодноразовою чемпіонкою України з боксу.
- На чемпіонаті Європи 2004 програла в першому бою.
- На чемпіонаті Європи 2005 програла в першому бою Аніті Душа (Угорщина).
- На чемпіонаті світу 2005 перемогла Люмініту Турчин (Румунія) та Аніту Душа, а у фіналі програла Анні Лорелл (Франція).
- На чемпіонаті Європи 2006 у півфіналі перемогла Аніту Душа, а у фіналі програла Марії Яворській (Росія).
- На чемпіонаті світу 2006 перемогла одну суперницю і програла у півфіналі.
- На чемпіонаті Європи 2007 програла у півфіналі Анні Лорелл.

Ольга Новікова закінчила педагогічний факультет Ізмаїльського державного гуманітарного університету. Після завершення виступів працювала інструктором-методистом і тренером-викладачем відділення боксу Ізмаїльської дитячо-юнацької спортивної школи.